# Rudolf Mejsnar
Rudolf Mejsnar (11. dubna 1928 Zálesní Lhota – 16. září 2022) byl český akademický malíř, designér a textilní výtvarník.

## Život
Narodil se 11. dubna 1928 v Zálesní Lhotě u Jilemnice v tkalcovské rodině.
Původně se chtěl věnovat fotografii, z čehož ale nakonec sešlo. Po absolvování Střední průmyslové školy textilní v Jilemnici v roce 1948 nastoupil do kreslírny Tiba ve Vrchlabí. Dále studoval textilní kreslířskou školu v Brně a poté v letech 1950 až 1955 Vysokou školu uměleckoprůmyslovou (VŠUP) v Praze. Po jejím absolvování nastoupil v Praze do Ústavu bytové a oděvní kultury (ÚBOK). V roce 1963 dokončil na VŠUP aspiranturu a krátce na se umělecké tvorbě začal věnovat na plný úvazek.
Do roku 2020 tvořil v ateliéru na pražském Žižkově. V roce 2020 kvůli onemocnění očí svůj ateliér opustil. Zemřel na podzim roku 2022 po krátkém pobytu v nemocnici, kde se zotavoval po mrtvici. Až do své smrti žil sám ve svém bytě v pražských Strašnicích, vedl aktivní život, navštěvoval restaurace a pořádal výstavy a setkání s přáteli v Praze i mimo hlavní město.

## Tvorba
V ÚBOKu se věnoval filmtisku, art protisu, gobelínům i patchworku. Od poloviny 60. let 20. století začal pro podniky Tiba a Hedva navrhovat např. gobelíny a tapiserie.
Podílel se na pokračování tradice historických uměleckořemeslných dílen také v Jindřichově Hradci, kterou v roce 1910 založila textilní výtvarnice Marie Teinitzerová. V těchto dílnách se repasovaly tapisérie a gobelíny většiny rekonstruovaných zámeckých objektů Evropy.
Od 90. let 20. století se věnoval malbě.

## Výstavy
Poprvé vystavoval v roce 1960 v Pelhřimově. Vystavoval na světových výstavách v Bruselu, Montrealu, galeriích jižní Francie, Mnichově, Vídni. Svoji stálou expozici tapiserií má ve městě Ottobeuren v SRN.

## Ocenění
V roce 1993 získal cenu Masarykovy akademie umění v Praze.